# Capitosaure

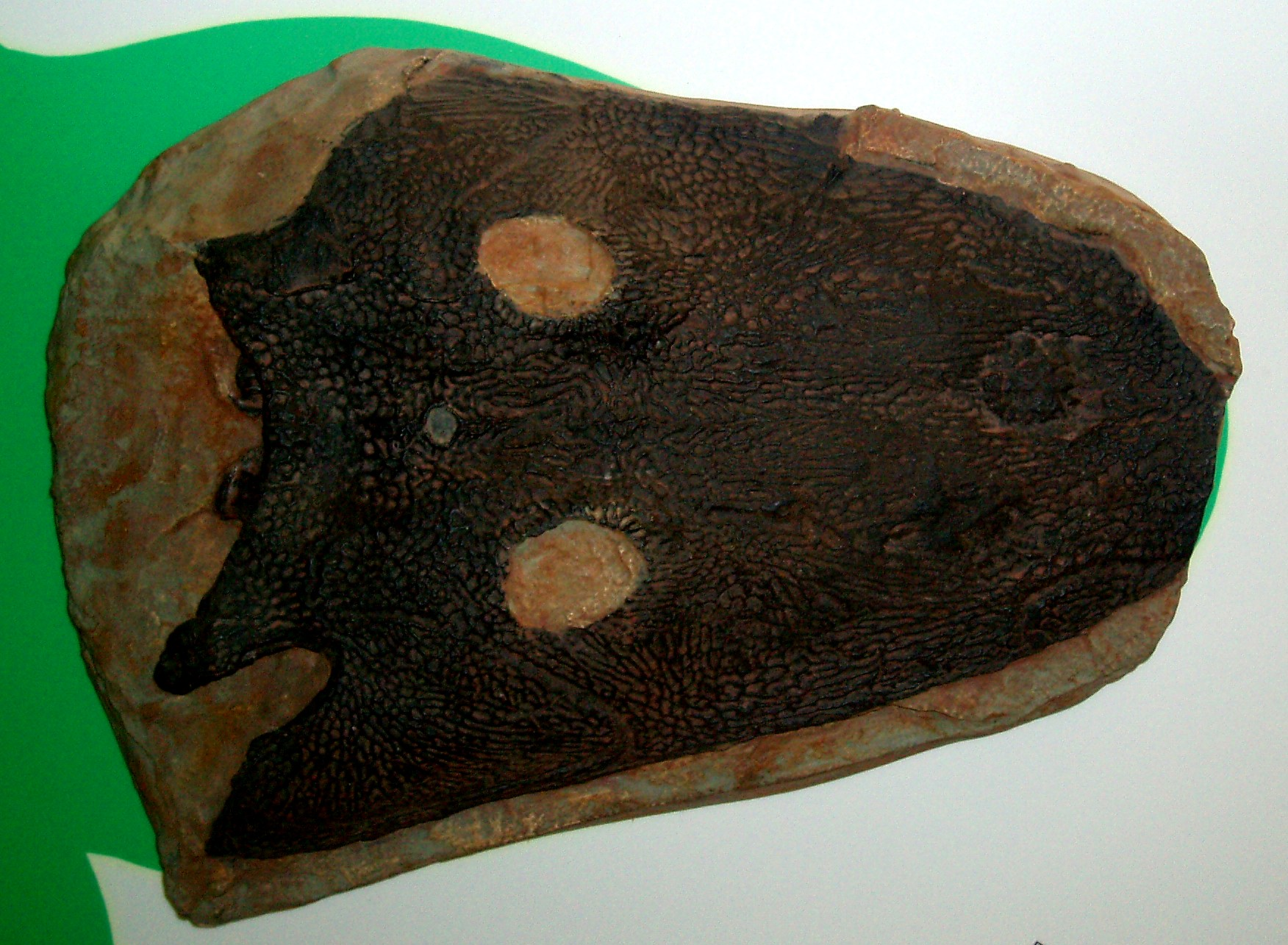
Crani fòssil de Capitosaurus.

El capitosaure (Capitosaurus) és un gènere d'amfibi temnospòndil que va viure al període Triàsic en el que avui és Europa i Àfrica.